# Sergio Escudero Palomo
Sergio Escudero Palomo (Valladolid, 2 de setembre de 1989) és un futbolista castellanolleonès que juga com a defensa al Deportivo de La Coruña.

## Carrera esportiva
Després d'haver jugat al FC Schalke 04 alemany, fou cedit al Getafe CF, i posteriorment adquirit pels madrilenys.
El 3 de juliol de 2015 Escudero fou fitxat pel Sevilla CF, amb un contracte per quatre anys.
El maig de 2016 va disputar com a titular el partit que va fer que el Sevilla guanyés la seva cinquena Lliga Europa, tercera consecutiva, a Sankt Jakob-Park, contra el Liverpool FC (3 a 1 pels sevillistes).
El 31 d'agost de 2021, com a agent lliure Escudero va signar contracte per un any amb el Granada CF de primera divisió. El següent 13 de juliol de 2022, després del descens, el jugador de 32 anys va retornar a Valladolid després de 18 anys, amb contracte per dues temporades.
El 18 de juliol de 2024, Escudero va acceptar un contracte de dos anys amb el Deportivo de La Coruña, acabat d'ascendir a segona divisió.